# درک تمپل
درک تمپل (به انگلیسی: Derek Temple) بازیکن فوتبال زادهٔ ۱۳ نوامبر ۱۹۳۸ اهل انگلستان بود که سابقهٔ بازی در تیم ملی فوتبال انگلستان را در کارنامهٔ خود دارد. وی در تاریخ ۱۲ مه ۱۹۶۵ تنها بازی ملی خود را در مقابل تیم ملی فوتبال آلمان غربی انجام داد.